# Traunreut
Traunreut est une ville de la Bavière Supérieure de l'arrondissement de Traunstein. Elle se situe à environ 10 km à l'Est du Chiemsee et à 15 km au Nord des Alpes de Chiemgau. C'est la plus grosse ville de l'arrondissement. Elle fut fondée après la Seconde Guerre mondiale. Son nom signifie érosion (Rodung en allemand) de la Traun.

## Histoire
| Appartenances historiques Duché de Basse-Bavière 1255–1353 Duché de Bavière-Landshut 1353-1503 Duché de Bavière 1503–1623 Électorat de Bavière 1623–1806 Royaume de Bavière 1806–1918 République de Weimar 1918–1933 Reich allemand 1933–1945 Allemagne occupée 1945–1949 Allemagne 1949–présent |

- Traunreut fut à l'origine le lieu d'une fabrique de munitions. En 1933, la Wehrmacht bâtit l'usine de munitions militaires la « Muna » St. Georgen à St.-Georgs-Forst. Rattachées à la ville de Traunstein, Stein, Traunwalchen, Pierling et Palling faisaient partie d'une zone strictement fermée de 242 ha. Des obus à gaz étaient préparés dans plus de 150 baraques en bois, bâtiments de pierres et bunkers, où ils étaient ensuite stockés.
- 1938 : Construction de l'usine de munitions militaires la « Muna St. Georgen ».
- 1941 : Les premiers obus à gaz quittent le centre de production. Le site de la « Muna » occupent 2 000 personnes.
- 3 mai 1945 : Prise de la "Muna" par l'Armée américaine sans combat.
- À partir de 1945, de nombreux expatriés (Heimatvertriebene) s'installèrent dans la zone industrielle de la « Muna » à St. Georgen.
- 1947 : 11 morts lors d'opérations de déminage.
- 1948 : Début de travaux de dépollution menés par la STEG (Staatliche Erfassungsgesellschaft für amerikanisches Heeresgut). Les Américains quittent le site de la « Muna ».
- 25 juin 1949 : Pose de la première pierre de la zone industrielle de St. Georgen avec l'installation des entreprises Siemens et Heidenhain.
- 1950 : Le gouvernement de la Bavière Supérieure décide la création d'une commune du nom de Traunreut. Georgenstadt, Neu-Stein et Neuwaldtraud furent aussi proposés comme nom de la nouvelle commune. Traunreut a alors 1 381 habitants. Karl Löppen en est le maire.
- 1954 : Construction de l'église catholique Erlöserkirche et du temple protestant Pauluskirche.
- 1958 : Élection de Franz Haberlander au poste de maire qu'il aura jusqu'en 1984.
- 1960 : Traunreut obtient le statut de ville.
- 29 septembre 1963 : Fermeture aux personnes de la ligne ferroviaire entre Traunreut et Hörpolding.
- 1966 : Naissance de la 10000e habitante.
- 1978 : Les communes de Stein(-St. Georgen), Traunwalchen, ainsi que des zones de Pierling sont incorporées dans la ville de Traunreut dans le cadre de la Gebietsreform (réforme de remaniement des communes).
- 1984 : Eduard Wiesmann Erster devient maire et ce jusqu'en 2002.
- 2002 : Franz Parzinger Erster devient maire.
- 2004 : De par son développement industriel et commercial, Traunreut est la plus grande ville de l'arrondissement avec plus de 22 000 habitants.
- 2006 : La ligne ferroviaire Traunstein - Traunreut est à nouveau ouverte au transport de passagers.

## Monuments
- La place centrale avec la mairie, l'église catholique et l'église protestante
- Le château de Stein an der Traun (le plus grand château troglodyte d'Allemagne)
- Le château de Pertenstein
- Église paroissiale de Traunwalchen
- Église paroissiale de St. Georgen.

## Géographie

### Ortsteile
Les Ortsteile de la commune de Traunreut sont Anning, Arleting, Attenmoos, Au, Biebing, Buchberg, Daxberg, Fasanenjäger, Frauenhurt, Frühling, Gigling, Grasreit, Haßmoning, Heiming, Hinterwies, Höberich, Hochreit, Höhe, Höhenberg, Hohenester, Hölzl, Holzreit, Hörpolding, Hörzing, Hurt, Hurtöst, Irsing, Kirchstätt, Mais, Matzing, Narnberg, Neudorf, Neugaden, Niedling, Nunhausen, Oberhaus, Oberwalchen, Oderberg, Parzing, Pertenstein, Pierling, Plattenberg, Poschmühle, Reit, Roitham, Schlichtersberg, Schmieding, Schneckenberg, Sieglreit, St. Georgen, Stein an der Traun, Steineck, Traunwalchen, Walchenberg, Walding, Weiher, Weisbrunn, Weisham, Wiesen, Zieglstadl et Zweckham.

## Démographie
Le nombre d'habitants a lentement progressé sur la période 1997-2002. Depuis 2003, la population toutefois diminue pour atteindre 20 922 habitants au 31 décembre 2008.

### Évolution démographique
| Année | Nombre d'habitants |
| ----- | ------------------ |
| 1997  | 21 629             |
| 1998  | 21 517             |
| 1999  | 21 358             |
| 2000  | 21 304             |
| 2001  | 22 033             |
| 2002  | 22 171             |
| 2003  | 22 122             |
| 2004  | 22 048             |
| 2005  | 21 987             |
| 2006  | 21 910             |
| 2007  | 21 892             |
| 2008  | 20 922             |

### Classes d'âges
La répartition selon les classes d'âge est la suivante :
| Age            | Total  | Hommes | Femmes |
| De 0 à 3 ans   | 641    | 323    | 318    |
| De 4 à 6 ans   | 507    | 249    | 258    |
| De 7 à 15 ans  | 1 941  | 1 001  | 940    |
| De 16 à 18 ans | 779    | 383    | 396    |
| De 19 à 65 ans | 13 672 | 6 815  | 6 857  |
| 66 ans et plus | 4 370  | 1 770  | 2 600  |

## Religion
67 % de la population est catholique, 21 % est protestante et 12 % a une autre religion ou est sans religion.
Des paroisses catholiques sont présentes à Traunwalchen, St. Georgen et Traunreut.
Une paroisse protestante luthérienne ainsi qu'une église évangélique libre sont présentes à Traunreut.

## Politique

### Armoiries
Blasonnement : Une roue dentée argentée au-dessus d'une barre ondulée argentée le tout sur fond vert.
La roue dentée symbolise la vie économique du lieu et rappelle l'édification de la ville comme zone industrielle construite en place d'une ancienne usine d'obus. La barre ondulée rappelle de façon parlante le nom de la commune et renvoie sur la situation de la ville sur la rive de la Traun.
Ce blason a été officialisé le 3 octobre 1955 par le conseil municipal et l'accord du Ministère de l'Intérieur de l'État de Bavière. Jusque-là, depuis le 14 juillet 1953, la commune avait choisi un drapeau de couleur blanc et vert.

### Jumelages
La ville de Traunreut est jumelée avec :
- Nettuno (Italie) depuis 1974
- Lucé (France) depuis 1989
- Virovitica (Croatie) depuis 1999

## Économie
Quelques PME se sont installées à Traunreut. Par ailleurs, Traunreut s'est développée comme ville commerciale de la région.

### Transport
- La ligne de train Traun-Alz.

### Sièges d'entreprises
Trois entreprises marquent tout particulièrement la vie économique de la ville:
- Dr Johannes Heidenhain GmbH
- BSH Hausgeräte
- Siteco Beleuchtungstechnik GmbH.

## Personnalités liées à la ville
- Albert de Toerring-Stein (1578-1649), évêque né à Stein an der Traun.